# Bengt Oxenstierna (1623–1702)
Bengt Gabrielsson Oxenstierna af Korsholm och Wasa, född 16 juli 1623, död 12 juli 1702, var en svensk greve, diplomat och ämbetsman. Han var son till riksmarskalken Gabriel Oxenstierna och Anna Banér. Han var bror till Gabriel och Gustaf Oxenstierna och åtta andra syskon.

## Biografi
Bengt Oxenstierna började tidigt på den diplomatiska banan. Efter ett antal betydelsefulla uppdrag för Karl X Gustav utnämndes han 1654 till generalguvernör i Warszawa. Han blev riks och kansliråd 1671. När Karl XI kom till makten ökade de utländska uppdragen för Oxenstiernas del; bland annat utnämndes han till generalguvernör i Livland (1662–1666) och ambassadör i Wien (1674–1676). Han var sedan Sveriges ambassadör vid fredskonferensen i Nijmegen för att förhandla fram fred under skånska kriget 1676–1679. År 1680 utnämnde Karl XI honom till kanslipresident efter Johan Gyllenstierna. Under kungens fortsatta regeringstid växte Oxenstiernas inflytande men i och med att Karl XII kom till makten avtog inflytandet. När Tre kronor brann 1697 var Oxenstierna den förste som gav kungafamiljen tak över huvudet.

## Familj
Bengt Oxenstierna gifte sig den 27 januari 1661 i Stockholm med friherrinnan Eva Juliana Wachtmeister af Björkö, äldre syster till amiralgeneralen, greve Hans Wachtmeister af Johannishus. Hon var född den 28 juli 1639 och avled i Verchen i Pommern den 8 december 1666. Han gifte sig andra gången den 17 december 1667 i Stockholm med grevinnan Magdalena Stenbock, 1649–1727. I det första äktenskapet föddes en dotter och två söner varav ingen fick egna barn. I det andra äktenskapet föddes nio döttrar och sex söner.
Barn med första hustrun
- Anna Margareta (1661–1695) stiftsjungfru i Gondersheims adliga jungfrustift
- Johan (1664–1690) kapten vid amiralitetet
- Gabriel (1665–1683)

Barn med andra hustrun
- Beata Catharina (1668–1668)
- Bengt, född 1670–1709, överstelöjtnant och överste
- Eva Magdalena (1671–1722) gift med Magnus Stenbock (1655–1717)
- Catharina Charlotta (1672–1727)
- Eleonora Christina (1674–1715) gift med Johan Rosenhane (1642–1710)
- Sigrid Juliana (1675–1677)
- Ebba Christina (1676–1676)
- Erik (1678–1706) regementskvartermästare, kapten
- Axel (1679–1680)
- Marta Juliana (1680–1728)
- Sigrid Christina (1681–1682)
- Carl (1683–1683)
- Ulrik (1684–1685)
- Hedvig Sofia (1686–1735) hovfröken hos prinsessan Hedvig Sofia, gift med Schering Rosenhane (1685–1738)
- Carl Fredrik (1688–1688)